# Hendrik Voordewind
Hendrik Voordewind (Leeuwarden, 5 augustus 1887 – Amsterdam, 20 december 1972) was commissaris van politie te Amsterdam.

## Levensloop
Voordewind wilde eigenlijk, net als zijn vader, het water op, maar werd na de HBS afgekeurd voor de vaart. Toen solliciteerde hij bij de Amsterdamse gemeentepolitie, waar hij van 1909 tot 1949 in dienst was.
In 1936 werd hij benoemd tot commissaris van politie. Voor de Tweede Wereldoorlog en ook daarna was hij hoofd van bureau Warmoesstraat. Een kenmerk van hem was, wanneer hij in burger gekleed was, zijn bolhoed. Voordewind was in de oorlog werkzaam op het Hoofdbureau.
In april 1943, kort na de invoering van de staatspolitie, werd hij chef van de recherche en in januari 1944 werd J.L. Posthuma officieel de tweede man bij de recherche. Nadat in januari 1945 leden van de Binnenlandse Strijdkrachten (BS) acht ambtenaren hadden neergeschoten die betrokken waren bij de Arbeitseinsatz werden als vergelding op bevel van Höhere SS-und Polizeiführer H.A. Rauter elf willekeurige medewerkers van de Arbeidsbeurs gefusilleerd en daarnaast werden 130 politiemannen opgepakt en op transport gezet naar Duitsland om daar te helpen met het blussen van branden en puin te ruimen. Voordewind behoorde tot deze groep van 130 en werd door de SD opgepakt. SD-chef Willy Lages schijnt na de oorlog in een verhoor over de vraag wie Anne Frank en haar ondergedoken familie had verraden, tijdens zijn detentie in het Huis van Bewaring aan de Havenstraat te Amsterdam tegenover Voordewind zelf verklaard te hebben dat hij Voordewinds naam op een lijst van Duitsvijandige politiemensen aantrof die door leden van de NSB aangelegd was. Nadat Voordewind naar Duitsland was gezonden, kreeg Posthuma diens functie als chef van de recherche toebedeeld die hij hield tot Voordewind kort na het einde van de oorlog terugkeerde naar Nederland.
Tijdens de bezettingsperiode heeft hij vanuit zijn functie op het hoofdbureau veel hulp kunnen verlenen aan verzetsgroepen, waaronder die van Gerrit van der Veen. Na de oorlog stond hij op de nominatie Hoofdcommissaris van Amsterdam te worden, maar dat weigerde hij. Hij keerde terug naar de Warmoesstraat, maar kon met de nieuwe hoofdcommissaris niet overweg. In 1949 ging hij met vervroegd pensioen.
Op verzoek van uitgever Bert Bakker schreef hij een boekje over zijn ervaringen bij de politie, dat zo aansloeg dat er een hele serie volgde. Als reactie hierop schreef Willem van der Kulk onder het pseudoniem van Willem van Iependaal het boek De commissaris kan me nog meer vertellen.